# Yasmani Acosta
Yasmani Acosta Fernández (Agramonte, Cuba, 16 de julio de 1988) es un luchador cubano-nacionalizado chileno de lucha libre olímpica y lucha grecorromana.

## Carrera
Acosta comenzó a luchar en Cuba cuando tenía 10 años. Mientras representaba a Cuba, ganó múltiples medallas en competencias sudamericanas como el Campeonato Panamericano y el Cerro Pelado Internacional. Obtuvo medalla de oro en el Campeonato Panamericano de juniors del año 2008. Ha conseguido tres medallas de oro en Campeonatos Panamericanos de Lucha.
Después de competir en los Campeonatos Panamericanos 2015 en Santiago, Chile, Acosta nunca regresó a Cuba. Como resultado, Acosta trabajó como guardia de seguridad durante dos años sin entrenamiento de ningún tipo mientras trataba de obtener el permiso. Cuando obtuvo el consentimiento en 2017, comenzó a competir internacionalmente nuevamente, residiendo en el Centro Olímpico de Chile.
Rápidamente vio resultados durante su primer año compitiendo oficialmente por Chile, ganando una medalla de plata en los Campeonatos Panamericanos y una medalla de bronce en los Campeonatos del Mundo. En 2018, Acosta obtuvo la ciudadanía chilena, lo que le permitiría representar a Chile en los Juegos Olímpicos. Durante dicho año, ganó una medalla de bronce en el Campeonato Panamericano, una medalla de oro en los Juegos Sudamericanos y quedó octavo en el Campeonato del Mundo. En 2019 ganó un bronce en el Campeonato Panamericano y compitió en múltiples torneos de la serie Grand Prix en Europa. Ha conseguido cinco medallas de oro en Grand Prix, oro España 2017, oro Rumania 2017, oro Rumania 2018, oro Francia 2019, oro en Francia 2021. Ganó la medalla de oro en el Campeonato Panamericano del año 2020 logrando su clasificación a los Juegos Olímpicos de Tokio 2020, donde finalizó en quinto lugar.
En 2024 obtuvo su mayor logro deportivo, medalla de plata en los Juegos Olímpicos de París 2024, disputando dicha final con el cubano Mijaín López Núñez.
En agosto de 2024 alcanzó el número uno del ranking mundial de Lucha Grecorromana en la categoría 130 kilos de acuerdo al United World Wrestling.

## Competencias internacionales
Competencias representando a Cuba, y bajo el apoyo del mismo país.
| Año  | Campeonato                      | Lugar              | Categoría | Resultado | Ref.   |
| ---- | ------------------------------- | ------------------ | --------- | --------- | ------ |
| 2008 | Campeonato Panamericano Juniors | Cuenca, Ecuador    | 120 kg    | 1.º       | [ 5 ]  |
| 2008 | Campeonato Mundial Juniors      | Estambul, Turquía  | 120 kg    | 10.º      | [ 6 ]  |
| 2010 | Copa Mundial                    | Ereván, Armenia    | 120 kg    | 5.º       | [ 7 ]  |
| 2011 | Copa Mundial                    | Minsk, Bielorrusia | 120 kg    | 8.º       | [ 8 ]  |
| 2011 | Campeonato Panamericano         | Rionegro, Colombia | 120 kg    | 1.º       | [ 9 ]  |
| 2012 | Copa Granma                     | La Habana, Cuba    | 120 kg    | 2.º       | [ 10 ] |
| 2013 | Cerro Pelado International      | La Habana, Cuba    | 120 kg    | 2.º       | [ 11 ] |
| 2014 | Copa Granma                     | La Habana, Cuba    | 130 kg    | 2.º       | [ 12 ] |
| 2015 | Copa Granma                     | La Habana, Cuba    | 130 kg    | 2.º       | [ 13 ] |
| 2015 | Campeonato Panamericano         | Santiago, Chile    | 130 kg    | 3.º       | [ 14 ] |

Competencias representando a Chile, y bajo el apoyo del mismo país.
| Año  | Campeonato              | Lugar                    | Categoría | Resultado | Ref.   |
| ---- | ----------------------- | ------------------------ | --------- | --------- | ------ |
| 2017 | Campeonato Panamericano | Lauro de Freitas, Brasil | 130 kg    | 2.º       | [ 15 ] |
| 2017 | Grand Prix de Madrid    | Madrid, España           | 130 kg    | 1.º       | [ 16 ] |
| 2017 | Grand Prix de Rumania   | Bucarest, Rumania        | 130 kg    | 1.º       | [ 17 ] |
| 2017 | Campeonato Mundial      | París, Francia           | 130 kg    | 3.º       | [ 18 ] |
| 2017 | Campeonato Sudamericano | Río de Janeiro, Brasil   | 130 kg    | 1.º       | [ 19 ] |
| 2017 | Copa Brasil             | Río de Janeiro, Brasil   | 130 kg    | 1.º       | [ 20 ] |
| 2018 | Campeonato Panamericano | Lima, Perú               | 130 kg    | 3.º       | [ 21 ] |
| 2018 | Juegos Suramericanos    | Cochabamba, Bolivia      | 130 kg    | 1.º       | [ 22 ] |
| 2018 | Grand Prix Polonia      | Varsovia, Polonia        | 130 kg    | 2.º       | [ 23 ] |
| 2018 | Grand Prix Rumania      | Bucarest, Rumania        | 130 kg    | 1.º       | [ 24 ] |
| 2018 | Campeonato Mundial      | Budapest, Hungría        | 130 kg    | 8.º       | [ 25 ] |
| 2019 | Grand Prix Francia      | Niza, Francia            | 130 kg    | 1.º       | [ 26 ] |
| 2019 | Grand Prix Croacia      | Zagreb, Croacia          | 130 kg    | 3.º       |        |
| 2019 | Grand Prix Hungría      | Győr, Hungría            | 130 kg    | 15.º      |        |
| 2019 | Grand Prix Bulgaria     | Ruse, Bulgaria           | 130 kg    | 8.º       |        |
| 2019 | Campeonato Sudamericano | Santiago, Chile          | 130 kg    | 1.º       | [ 27 ] |
| 2020 | Campeonato Panamericano | Ottawa, Canada           | 130 kg    | 1.º       | [ 28 ] |
| 2021 | Grand Prix Francia      | Niza, Francia            | 130 kg    | 1.º       | [ 29 ] |
| 2021 | Juegos Olímpicos        | Tokio, Japón             | 130 kg    | 5.º       | [ 3 ]  |
| 2022 | Campeonato Panamericano | Acapulco, México         | 130 kg    | 3.º       | [ 30 ] |
| 2023 | Juegos Panamericanos    | Santiago, Chile          | 130 kg    | 3.º       | [ 31 ] |
| 2024 | Juegos Olímpicos        | París, Francia           | 130 kg    | 2.º       | [ 32 ] |